# Thanh Nghiem
Thanh Nghiem, née en 1966, est une ingénieure française d'origine vietnamienne.

## Biographie

### Jeunesse et études
Ingénieure diplômée de l’École des mines de Paris, elle est également titulaire d'un MBA de l'INSEAD,.

### Parcours professionnel
Elle entre dans le monde des affaires au cabinet de conseil McKinsey en France et y deviendra la première et plus jeune femme Partner (directrice associée). En 2001, elle devient directrice stratégique à Suez-Ondeo. Elle décide de changer de vie professionnelle en 2002 en créant l'Institut Angenius, un incubateur de projets à but non lucratif. Elle devient alors chercheuse indépendante, conceptrice et "pollinisatrice" de projets de développement soutenable.
Thanh Nghiem s'est notamment intéressée à la libre diffusion des savoirs via le web collaboratif, open source (dont Wikipédia), aux modalités de calcul et aux vertus d'utilisation de l'empreinte écologique, aux méthodes de travail collaboratif, aux modèles coopératifs, aux territoires, écoquartiers et communautés intelligentes et apprenantes, à certaines pratiques émergentes dans l'éducation et la transmission des savoirs, au corporate hacking.
Elle enseigne à HEC et intervient dans d'autres grandes écoles et universités. Elle donne de nombreuses conférences, et a publié plusieurs ouvrages.

## Publications
Ouvrages
- Des abeilles et des hommes : Passerelles pour un monde libre et durable, Bayard Jeunesse, 2010[7]  (ISBN 2227479000)
- Le manifeste du crapaud fou : Appel à l'action pour un nouveau monde, avec Cédric Villani, Florent Massot Eds, 12/10/2017 [8]  (ISBN 1097160041)

Articles
- Nghiem T (2013) Modèles coopératifs émergents. Multitudes, (1), 110-120.

### Vidéographie
- Interview de Thanh Nghiem intitulée Survivre au système éducatif, Hackers et Crapauds fous (CC-BY-NC 4.0), publiée en direct le 22/05/2018 à 19h.